# David Hall (Künstler)
David Hall (* 1937 in Leicester; † Oktober 2014 in Kent) war ein britischer Bildhauer, Installations- und Videokünstler.

## Werdegang
David Hall ist 1937 in Leicester geboren und im Stadtteil Humberstone aufgewachsen. Er studierte Architektur, Kunst und Design am Leicester College of Art und Skulptur am Royal College of Art.
Hall veröffentlichte Videokritiken in der zweimonatlich erscheinenden Kunstzeitschrift Studio International. Er führte durch seine Veröffentlichungen den inzwischen häufig verwendeten Terminus “Time-based media” ein. 1971 strahlte das Schottische Fernsehen im Zuge des Edinburgh Festivals „TV interruptions“ aus. Die Serie besteht aus 7 Kurzfilmen. Einer davon ist „Tap piece“, bei dem ein Zapfhahn auf dem Bildschirm gezeigt wird, durch den dieser, so als wäre er ein Aquarium, mit Wasser gefüllt wird. Anschließend wird die Linie gezeigt, die durch das Auskippen des Wassers entsteht und die eine stets kleiner werdende Diagonale im Bildschirm darstellt, bis sie vollständig verschwindet. David Halls Filme werden von BBC TV, Channel 4 TV, Scottish TV, Canal+ TV und MTV gesendet.
Hall war Leiter der Abteilung Film, Video und Ton am „Kent Institute of Art & Design“ und bekam Lehraufträge am Royal College of Art, St Martin's School of Art, Chelsea College of Art and Design, San Francisco Art Institute, NSCAD University und anderen Universitäten. An der University of Dundee wurde Hall 2003 zum Honorarprofessor ernannt.
In einer Rezension der Ausstellung „1001 TV Sets (End Piece)“, die 2012 stattfand, wurde David Hall in der Zeitung The Independent als der „Pate der britischen Videokunst“ betitelt, wohl als Anspielung auf Nam June Paik, der immer wieder als „Vater der Videokunst“ bezeichnet wird.

## Skulptur
Seit den 60er Jahren arbeitete David Hall als erfolgreicher Bildhauer. 1965 wurde er auf der Biennale von Paris mit dem 1. Preis für Skulptur ausgezeichnet. 1966 zeigte David Hall Werke auf der Ausstellung Primary Structures im Jüdischen Museum in New York City, die den Beginn des Minimalismus einläutete.

## Videoinstallationen
Die erste Videoinstallation von David Hall wurde 1972 in London gezeigt. Weitere Videoarbeiten wurden an international bekannten Ausstellungsorten gezeigt. Darunter die documenta 6 in Kassel, die Tate Gallery in London, Centre Georges Pompidou in Paris, Museo Reina Sofía in Madrid und das Museum Moderner Kunst Stiftung Ludwig Wien in Wien.

### „TV Sets“ Serie
- 1972 60 TV Sets auf der Ausstellung A Survey of the Avant-Garde in Britain mit Tony Sinden, Gallery House, London[5]

- 1975 101 TV Sets für die Ausstellung The Video Show (zudem war Hall an der Organisation beteiligt), Serpentine Gallery, London[6]

- 2012 1001 TV Sets (End Piece), University of Westminster, AMBICA P3[7][8]

## Mitgliedschaften
1966 war David Hall, zusammen mit John Latham, Barry Flanagan, Jeffrey Shaw, Anna Ridley, Hugh Davies, David Toop, Stuart Brisley und Ian Breakwell, Mitglied der 1965 in London von Barbara Steveni gegründeten Organisation Artist Placement Group (APG), die eine maßgebliche Rolle für die britische Konzeptkunst spielt.
1976 gründete David Hall, in Zusammenarbeit mit Stuart Marshall, Stephen Partridge, Tamara Krikorian, Roger Barnard, David Critchley und anderen, die Organisation London Video Arts, die Künstlern bei der Produktion von Videos, sowie bei Vertrieb, Werbung und Ausstellungen Hilfestellung leistet. Im Jahr 1999 verschmolzen London Video Arts und London Film-Makers' Co-op zu der Organisation LUX Artists Moving Image.

## Werke in Sammlungen
- Museum of Modern Art New York
- Zentrum für Kunst und Medientechnologie, Karlsruhe
- Gemeentemuseum Den Haag, Den Haag
- Art Gallery of Western Australia, Perth Calouste Gulbenkian Foundation, Lissabon
- Arts Council of England
- Contemporary Art Centre of South Australia
- British Film Institute